# Grand Rapids Hoops
I Grand Rapids Hoops sono stati una società di pallacanestro statunitense di Grand Rapids, nel Michigan.
Fondati nel 1989, hanno militato nella CBA fino allo scioglimento, avvenuto nel 2003, con una parentesi nella IBL nel 2001.
Dal 1994 al 1996 sono stati noti come Grand Rapids Mackers.

## Stagioni
| Stagione | Lega | Denominazione        | V  | P  | %    | Piazzamento | Play-off             |
| -------- | ---- | -------------------- | -- | -- | ---- | ----------- | -------------------- |
| 1989-90  | CBA  | Grand Rapids Hoops   | 26 | 30 | 46,4 | 3º          | Primo turno          |
| 1990-91  | CBA  | Grand Rapids Hoops   | 25 | 31 | 44,6 | 2º          | Primo turno          |
| 1991-92  | CBA  | Grand Rapids Hoops   | 28 | 28 | 50,0 | 1º          | Secondo turno        |
| 1992-93  | CBA  | Grand Rapids Hoops   | 35 | 21 | 62,4 | 1º          | Finale CBA           |
| 1993-94  | CBA  | Grand Rapids Hoops   | 37 | 19 | 66,1 | 1º          | Primo turno          |
| 1994-95  | CBA  | Grand Rapids Mackers | 29 | 27 | 51,8 | 4º          | Primo turno          |
| 1995-96  | CBA  | Grand Rapids Mackers | 33 | 23 | 58,9 | 1º          | Primo turno          |
| 1996-97  | CBA  | Grand Rapids Hoops   | 32 | 24 | 57,1 | 2º          | Finale di conference |
| 1997-98  | CBA  | Grand Rapids Hoops   | 21 | 35 | 37,5 | 4º          | -                    |
| 1998-99  | CBA  | Grand Rapids Hoops   | 27 | 29 | 48,2 | 2º          | Finale di conference |
| 1999-00  | CBA  | Grand Rapids Hoops   | 29 | 27 | 51,8 | 3º          | Primo turno          |
| 2000-01  | CBA  | Grand Rapids Hoops   | 15 | 10 | 60,0 | 2º          | non disputati        |
| 2001     | IBL  | Grand Rapids Hoops   | 17 | 12 | 58,6 | 1º          | Finale IBL           |
| 2001-02  | CBA  | Grand Rapids Hoops   | 30 | 26 | 53,6 | 3º          | -                    |
| 2002-03  | CBA  | Grand Rapids Hoops   | 23 | 25 | 49,1 | 2º          | Finale CBA           |

## Allenatori

### Numeri ritirati
- 44  Mark Hughes